# カーラ・ヘイデン
カーラ・ダイアン・ヘイデン（Carla Diane Hayden、1952年8月10日 - ）はアメリカ合衆国の図書館司書である。米国議会図書館の第14代館長。女性として初めての、かつアフリカ系アメリカ人として初めての米国議会図書館長である。また、司書専門職の人物が米国議会図書館長となるのは約60年ぶりである。
1993年から2016年まで、メリーランド州ボルチモアのイーノック・プラット・フリー図書館（Enoch Pratt Free Library）で館長を、またこの期間中、2003年から2004年にかけて米国図書館協会（ALA）の会長を務めた。ALA会長在任中には、米国愛国者法 (Patriot Act) に反対するALAの立場を牽引した。

## 経歴

### 生い立ち
ヘイデンはフロリダ州タラハシーで生まれた。ニューヨーク市クイーンズで育つが、10歳の時に両親が離婚し、母親とともにイリノイ州シカゴに移り住んだ。父親の再婚により異母弟がいたが、1992年に他界している。
ヘイデンの母方の家族はアーカンソー州ヘレナ出身である。父方の家族はイリノイ州ドゥ・コインの出身であり、このことは、『It's Good to Be Black』（Ruby Berkley Goodwin著）に記されている。
読書への関心は、1946年に出版されたマーガリート・デ・アンジェリによる児童書『Bright April』（アフリカ系アメリカ人の少女の話）によって喚起され、英国の歴史とコージー・ミステリーの関心はシカゴの高校で形成された。イリノイ州ジャクソンビルのマクムーリー大学（英語: MacMurray College）に通い、後にルーズベルト大学（英語: Roosevelt University）に編入した。
ルーズベルト大学では政治学とアフリカ史を専攻している。図書館好きではあったが、図書館員を職業として意識したのは、1973年に同大学を卒業した後であり、シカゴ大学大学院にて1977年に図書館学修士号を、1987年に図書館学博士号を取得した。

### キャリア初期

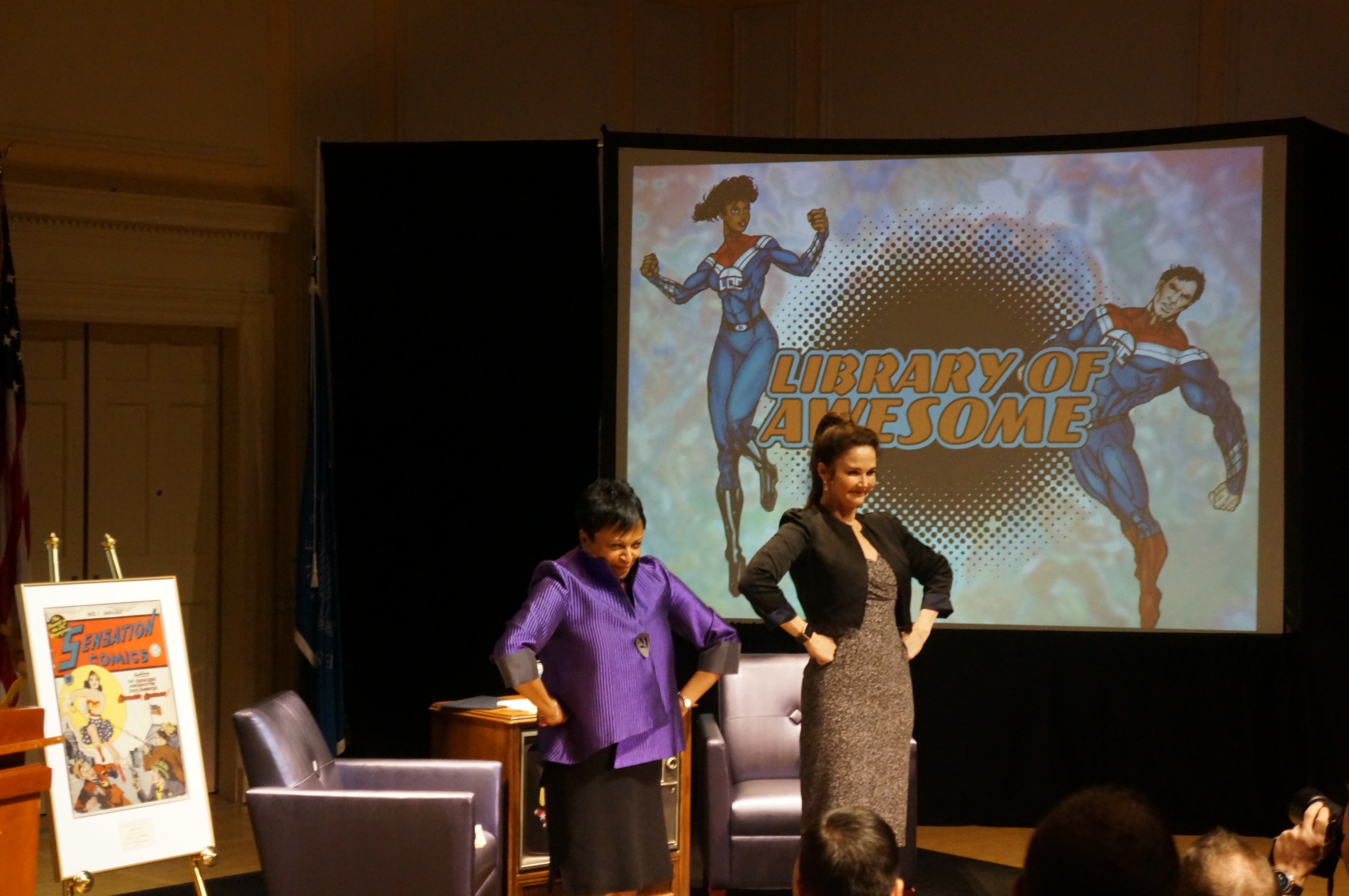
女優 リンダ・カーターとポーズをとるヘイデン（左）

ヘイデンの図書館員としてのキャリアは、シカゴ公共図書館（英語: Chicago Public Library）から始まった。1973年から1979年は児童サービス担当、1979年から1982年はヤングアダルトサービスのコーディネータを務めた。1982年から1987年にはシカゴ科学産業博物館の図書館サービスコーディネータとなった。
その後ピッツバーグに移り、ピッツバーグ大学情報学校（英語: University of Pittsburgh School of Information Sciences）で准教授として教鞭をとった（1987年から1991年）。同時期の教師陣には、著名なアフリカ系アメリカ人図書館司書であるE・J・ジョジー（英語: E. J. Josey）やSpencer Shawがいた。
再びシカゴに戻り、シカゴ公共図書館で、次長兼チーフライブラリアンとなる（1991年から1993年）。ここでバラク・オバマとその妻ミシェル・オバマと出会っている。
1993年から2016年には、ボルチモアのイーノック・プラット・フリー図書館の館長となった。

### イーノック・プラット・フリー図書館長
ヘイデンは、1993年7月1日、メリーランド州ボルチモアの公共図書館であるイーノック・プラット・フリー図書館の館長に着任した。当時のイーノック・プラット・フリー図書館は、他の図書館同様に、施設の老朽化や予算制約等の課題に直面していたが、市民の図書館に対する期待の変化を踏まえ、改革に取り組んだ。22カ所、数百人の職員、4,000万ドルの年間予算を抱える同館を統括し、35年ぶりの新しい分館開館や、1億1,200万ドルをかけた中央館のリノベーションを統括した。また、2015年、ボルチモアで黒人男性（フレディ・グレイ）が警察へ連行される途中に死亡した事件に対し抗議活動がおこった際には、多くの店舗が閉じられる中、同館を開館し続けた。2016年にこの件についてTime Magazineでインタビューされた際には、「地域の人たちが図書館を守ったことで我々は、人々が避難、安心、機会の場所を求めていることがわかった。地域の多くの店舗が閉じられている中で、スーパーマーケットから食料やおむつが持ち込まれ、メディアもいた。指令センターのようだった。」と振り返っている。
米国議会図書館長に就任する直前の2016年8月11日まで、同館の館長職を務めた。

### ALA会長
2003年から2004年の米国図書館協会（ALA）会長として、ヘイデンは「アクセスの公平性」をテーマとして掲げた。
ALA会長として、米国愛国者法への反対を表明し、利用者のプライバシーの保護のための戦いを牽引した。とりわけ、司法省およびFBIに図書館の利用者の記録へのアクセス権限付与することになる同法215条に反対し、法務長官ジョン・アシュクロフトとしばしば論争を繰り広げた。
米国愛国者法への反対とともにヘイデンが尽力したことには、図書館のアウトリーチ活動がある。ヘイデンの名声を高めたプログラムには、イーノック・プラット・フリー図書館で開始したアウトリーチ活動があげられる。このアウトリーチ活動では、ボルチモアの子どもたちが放課後に過ごす場所を提供するとともに、宿題の支援や進路相談を提供するものであった。この活動により、ヘイデンは、Library Journal誌のライブラリアン・オブ・ザ・イヤー賞（英語: Librarian of the Year Award）に選ばれている。
2010年1月、オバマ大統領は、ヘイデンを博物館・図書館サービス機構（IMLS）および全米人文科学基金のメンバーとして指名する意向を表明した。

### 第14代米国議会図書館長

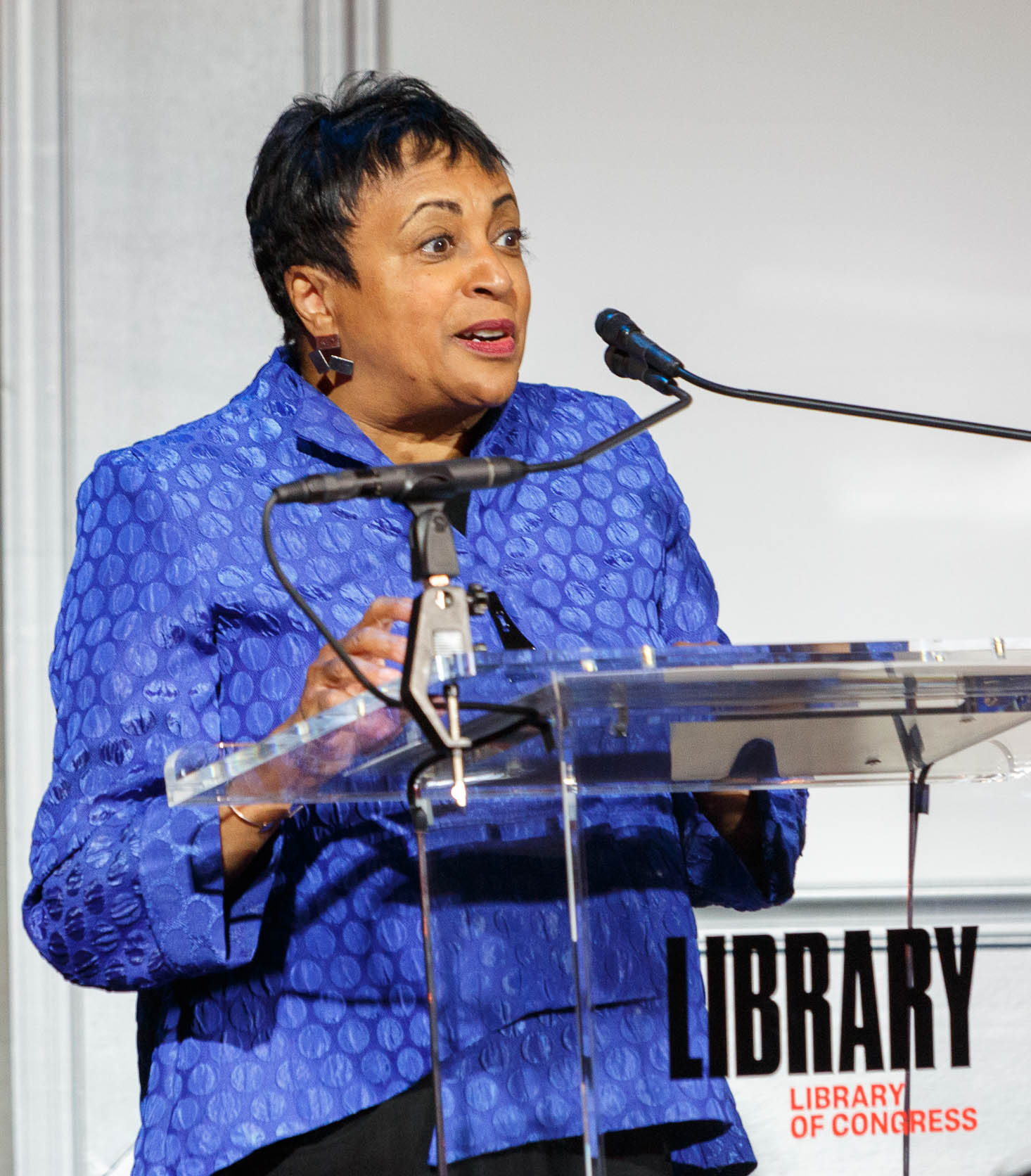
ヘイデンの講演の模様（2019年）

2016年2月24日オバマ大統領 は、ヘイデンを次期米国議会図書館長に指名した。その際のプレスリリースで、オバマ大統領は、誰もが今日のデジタル文化に参加できるよう図書館の現代化に尽力してきたこと等、指名の理由を述べている。
指名に際しては、ALAを含む140以上の機関から、支持が表明された。ALAの書簡では、ヘイデンの専門的技能と感性を活かしてこの職務にあたることへの高い期待が示された。
指名は米国上院で受理され、議事規則議院運営委員会に諮られた。2016年4月20日、議事規則議院運営委員会は聴聞会を開いた。
ヘイデンは 子どもをインターネットから保護する法律（英語: Children's Internet Protection Act）（CIPA）に反対していたが、これが承認の行き詰まりの要因となっていた。
2016年7月13日、上院で承認され、同年9月14日に就任した。米国では図書館員の8割を女性が占めながら、米国議会図書館長の職はこれまで白人男性しか就いたことがなく、ヘイデンは、女性として初の、またアフリカ系アメリカ人として初の米国議会図書館長となった。また、これまでの米国議会図書館長の多くを学者・歴史学者であった中、彼女が司書専門職であることも特筆されている。
ヘイデンは、就任時より、同館の所蔵する資料のデジタル化を、特に貴重資料に重点をおいて進めることや、生徒のための教育プログラムとの連携を強化し全米をめぐる巡回展示を行う意向であることを表明している。
2017年1月には、4歳の少女（Daliyah Marie Arana）を一日米国議会図書館長として迎えている。
ヘイデンは、戦略計画の担当部署を館長直属とし、2018年10月に、2019年度から2023年度までを範囲とする新たな戦略計画「図書館体験を豊かにする」（Enriching the Library Experience）を公表し、使命、ビジョン、統合的役割、進むべき方向性、目標を示した。目標としては、「アクセスの拡大：利用者がいつでもどこでもどのようにでもLCの特色あるコレクション、専門家、サービスを利用できるようにする」、「サービスの向上：すべての利用者のために、LCとの生涯にわたるつながりを育むための価値ある体験を創出する」、「資源の最適化：LCの業務能力を現代化、強化、合理化する」、「インパクトの測定：外部世界に対するLCのインパクトを測定し、説得力のあるストーリーを分かち合うためにデータを活用する」の4点が示されている。
2025年5月、ヘイデンが推進する多様性・公平性・包括性（DEI）を容認しないトランプ大統領によって、任期満了を前に解任された。

## 受賞
ヘイデンはアフリカ系アメリカ人として初めて、Library Journal誌のライブラリー・オブ・ザ・イヤー賞を受賞している 。以後の表彰等は以下のとおりである。
- 1995: Library Journal, Librarian of the Year Award[49]
- 1995: Loyola University Maryland, Andrew White Medal
- 1996: DuBois Circle of Baltimore, Legacy of Literacy Award
- 1998: Johns Hopkins University, President's Medal
- 2003: The Daily Record, Maryland's Top 100 Women[50]
- 2003: Ms. Magazine, Woman of the Year [51]
- 2006: 米国図書館協会, Jean E. Coleman Library Outreach Lecture[52]
- 2013: 米国図書館協会, Joseph W. Lippincott Award[53]
- 2015: 米国図書館協会, Jean E. Coleman Library Outreach Lecture[52]
- 2016: Fortune, The World's 50 Greatest Leaders[54]
- 2017: Honorary degree from the College of William & Mary[55]
- 2018: Honorary Member, 米国図書館協会.[56]
- Newberry Library Award for service to the humanities.[57]
- Coalition of 100 Black Women, Torch Bearer Award
- College of Notre Dame of Maryland, Pro Urbe Award
- Greater Baltimore Urban League, Whitney M. Young, Jr. Award
- YWCA Leader Award, Baltimore
- Barnard College Medal of Distinction
- University of Baltimore, honorary degree of Doctor of Humane Letters
- Morgan State University, honorary degree of Doctor of Humane Letters
- McDaniel College, honorary degree of Doctor of Humane Letters
- Wake Forest University, honorary degree of Doctor of Humane Letters[58]
- 2019: New York University, honorary degree of Doctor of Humane Letters

## 所属
- 2015–2016: Baltimore Community Foundation, Trustee[59]
- Maryland African American Museum Corporation, Board Member
- Goucher College, Board Member
- Franklin and Eleanor Roosevelt Institute and Library, Board Member
- Baltimore City Historical Society, Board Member
- Baltimore Reads, Board Member
- Maryland Historical Society, Board Member
- Greater Baltimore Cultural Alliance, Board Member
- Open Society Institute–Baltimore, Board Member
- PALINET, Board Member
- Sinai Hospital, Board Member
- University of Pittsburgh School of Information Sciences, Board Member
- 2007– : Baltimore Gas and Electric, Board Member [60]
- 2010– : National Museum and Library Services Board, Member[32]
- 2010– : National Foundation on the Arts and the Humanities, Member[32]
- Baltimore City Combined Charity Campaign, Chair
- American Institute of Urban Psychological Studies, Board Member
- Kennedy-Krieger Institute, Board Member
- Maryland Museum of African American History, Board Member
- YWCA, Board Member
- Urban Libraries Council, Board Member

## 著作
- RTK Editorial Committee; American Library Association (1992). “A New Way of Thinking about Librarians by Carla Hayden”. In Schuman, Patricia Glass; Crist, Margo; Curry, Elizabeth. Your Right to Know: Librarians Make It Happen: Conference Within a Conference Background Papers. Chicago, IL: American Library Association. pp. 34–37. OCLC 30037844 – ALA Annual Conference, Sunday, June 28, 1992, 9 a.m.-5 p.m

### 書籍
- Hayden, Carla Diane, ed (1992). Venture into Cultures: A Resource Book of Multicultural Materials and Programs (1st ed.). Chicago, IL: American Library Association. ISBN 978-0-838-90579-1. OCLC 24953316 – 2nd revised edition builds upon this edition
- Hayden, Carla Diane (1987). A Frontier of Librarianship: Services for Children in Museums. Chicago, IL: University of Chicago. OCLC 23706364

### 分担執筆
- American Library Association. Office for Literacy and Outreach Services; Hayden, Carla D. (foreword by) (2004). Osborne, Robin. ed. From Outreach to Equity: Innovative Models of Library Policy and Practice. Chicago, IL: American Library Association. pp. ix–x. ISBN 978-0-838-93541-5. OCLC 54685483
- Hayden, Carla D. (1994). “New approaches to black recruitment”. In Josey, Elonnie Junius (E.J.). The Black Librarian in America Revisited. Metuchen, NJ: Scarecrow Press. pp. 55–64. ISBN 978-0-810-82830-8. OCLC 29519257

### 論文
- Hayden, Carla D. (1985). “Museum of Science and Industry Library”. Science & Technology Libraries 6 (1–2):  47–54. doi:10.1300/J122v06n01_06.
- Hayden, Carla D. (1986). “Literature for and about black adolescents”. Illinois Libraries 68:  372–374.
- Hayden, Carla; Raseroka, Helen Kay (1988). “The Good and the Bad: Two Novels of South Africa”. Children's Literature Association Quarterly 13 (2):  57–60. doi:10.1353/chq.0.0619.
- Hayden, Carla D. (1989). “Multicultural Literature and Library Services for Children: A Continuing Challenge for the New Century”. 55th IFLA Council and General Conference Paris, France 19-26 August 1989. The Hague (Netherlands): IFLA General Conference. pp. 2–4. OCLC 438720810
- Hayden, C. D. (1991). Children and Computer Technology in American Libraries. Books by African-American authors and illustrators for children and young adults, 14.
- Hayden, C. D. (2003). ALA reaffirms core values, commitment to members. Newsletter On Intellectual Freedom, 52(6), 219.
- Hayden, C. D. (2003). Equity of Access—the Time Is Now. American Libraries, 34(7), 5.
- Hayden, C. D. (2003). ALA President's Message: Something for Everyone@ Your Library. American Libraries, 5-5.
- Hayden, C. D. (2003). ALA President's Message: What Are Libraries For?. American Libraries, 5-5.
- Hayden, C. D. (2004). ALA President's statement to Judiciary Committee. Newsletter On Intellectual Freedom, 53(1), 1–35.
- Hayden, C. D. (2004). ALA President's Message: The Equity Strule Must Continue. American Libraries, 5-5.
- Hayden, C. D. (2004). ALA President's Message: Libraries Matter Because People Believe in Them. American Libraries, 35(1), 5–5.
- Hayden, C. D. (2004). ALA President's Message: Advocacy from the Outside and from Within. American Libraries, 35(2), 5–5.
- Hayden, C. D. (2004). ALA President's Message: Reaching Out to the Underserved. American Libraries, 35(3), 5–5.
- Hayden, C. D. (2004). ALA President's Message: Building accessibility for all. American Libraries, 35(4), 5–5.
- Hayden, C. D. (2008). Free Is Our Middle Name. Unabashed Librarian, (146), 10–11.

### 学位論文
- Waters, Carla Diane Hayden (1977). A Public Library Program for the Parent and Preschool Child. Chicago, IL: University of Chicago. OCLC 6178030